# Geely CK

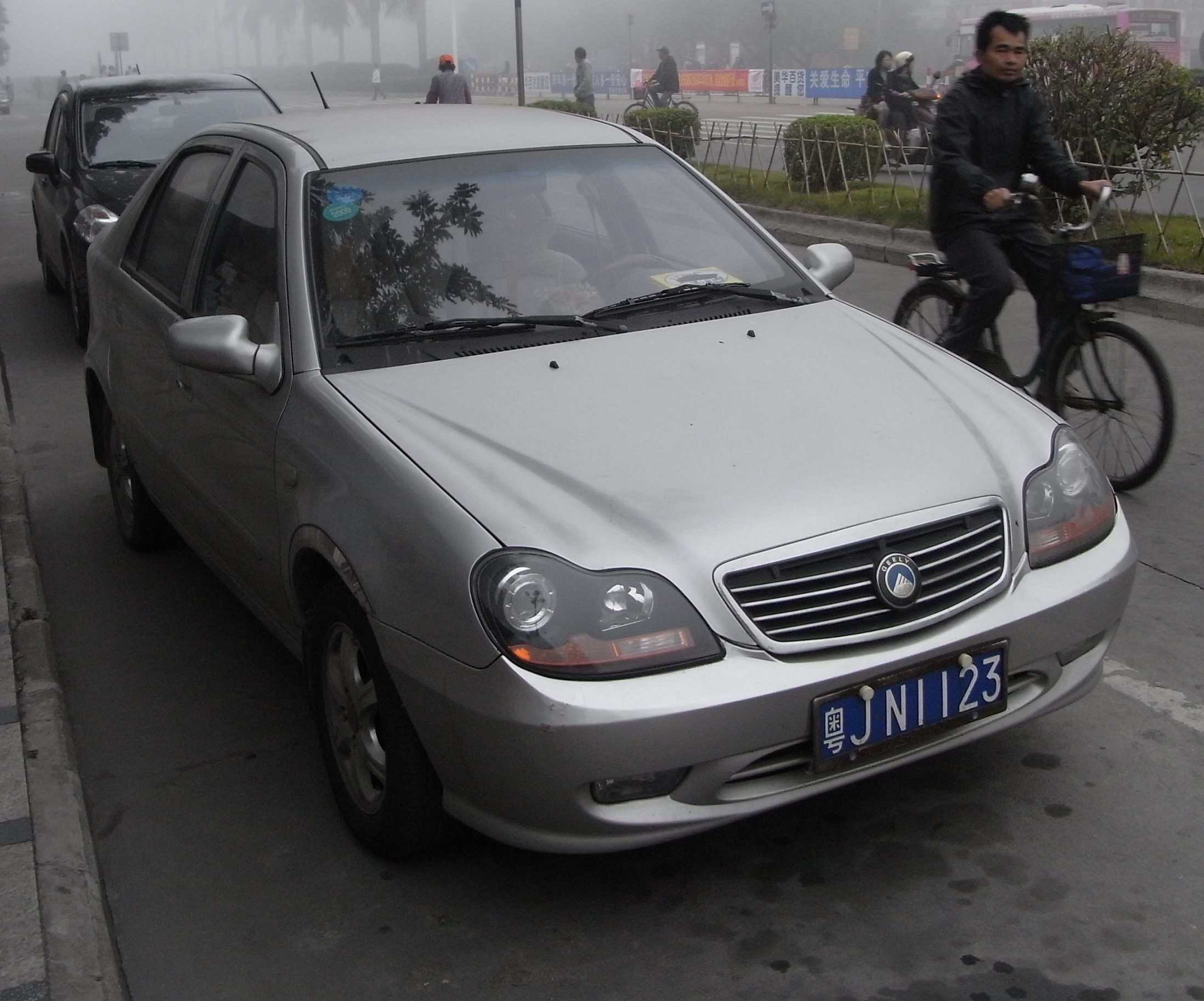
Geely CK (2005—2009)

Geely CK — автомобиль малого класса, выпускаемый компанией Geely Automobile с 2005 по 2016 год.

## История
Впервые автомобиль был представлен в мае 2005 года. Серийно автомобиль производился с сентября того же года. Базовой моделью для Geely CK стала японская Toyota Corolla шестого поколения.
В 2008 году автомобиль был модернизирован и получил индекс Geely CK-2.
В 2011 году автомобиль Geely CK-2 был модернизирован.
Производство завершилось в январе 2016 года.

## На зарубежных рынках

### Куба
В 2009 году 1500 автомобилей Geely CK поступило в Кубу в качестве замены ВАЗ-2105.

### Россия
5 июня 2007 года началась крупноузловая сборка модели началась на заводе «АМУР», модель выпускалась под названием Geely Otaka. Модель был показана на Московском автосалоне 2007 года, поступил в продажу в июле 2007 года по цене 291 500—313 500 рублей (около 10 тыс. долларов), до конца года было продано 3721 единиц. За первое полугодие 2008 года было продано 1625 единиц В середине 2008 года из-за повышения таможенных пошлин на машинокомплеты сборка на заводе была прекращена.
Журнал «Авторевю» резко негативно отозвался о машине, её управляемости и качестве — в 2007 году журнал провёл свой краш-теста по методике EuroNCAP, результаты оказались удручающими — 1,7 балла и ноль звёзд. А проводя сравнительный тест-драйв с Лада Приора журнал писал:

Приора после китайского седана — настоящий driver’s car! … Приора предпочтительнее, чем Geely Otaka. Крайне низкий уровень активной безопасности разом перечеркивает все радости в виде кондиционера, четырёх стеклоподъемников и прочих «наворотов»…. Да будь здесь хоть десять кондиционеров! Спасибо, не надо. Лучше Lanos или Приора. И дешевле, кстати.

### Украина
С 2006 года автомобиль производился на Украине компанией «Фольксмоторс-ЛТД». В 2007 году выпуск автомобиля был налажен на Кременчугском автосборочном заводе, благодаря подразделению АИС..
В 2008 году автомобиль был модернизирован и получил индекс Geely CK-2. Продавался на Украине с февраля 2009 года. С июля 2009 года автомобиль производился на Кременчугском автосборочном заводе.
Продавался на Украине с 2013 года.
| Год  | Продано |
| ---- | ------- |
| 2012 | 4949    |
| 2013 | 5069    |

## Двигатели
| Индекс        | Модель  | Объём    | Клапаны/Система распределения | Мощность                           | Крутящий момент         | Максимальная скорость | Годы производства |
| ------------- | ------- | -------- | ----------------------------- | ---------------------------------- | ----------------------- | --------------------- | ----------------- |
| Бензиновые Р4 |         |          |                               |                                    |                         |                       |                   |
| 1,0i          |         |          | 16/SOHC                       | 68 л. с. (50 кВт) при 6000 об/мин  | 88 Н*м при 3600 об/мин  | 145                   |                   |
| 1,3i          | MR479Q  | 1342 см³ | 16/SOHC                       | 86 л. с. (63 кВт)при 6000 об/мин   | 110 Н*м при 5200 об/мин | 150                   | 2005—2016         |
| 1,5i          | MR479QA | 1498 см³ | 16/DOHC                       | 94 л. с. (69 кВт) при 6000 об/мин  | 128 Н*м при 4300 об/мин | 160                   | 2005—2016         |
| 1,6i          | MR481QA | 1587 см³ | 16/DOHC                       | 106 л. с. (78 кВт) при 6000 об/мин |                         |                       |                   |

## Галерея

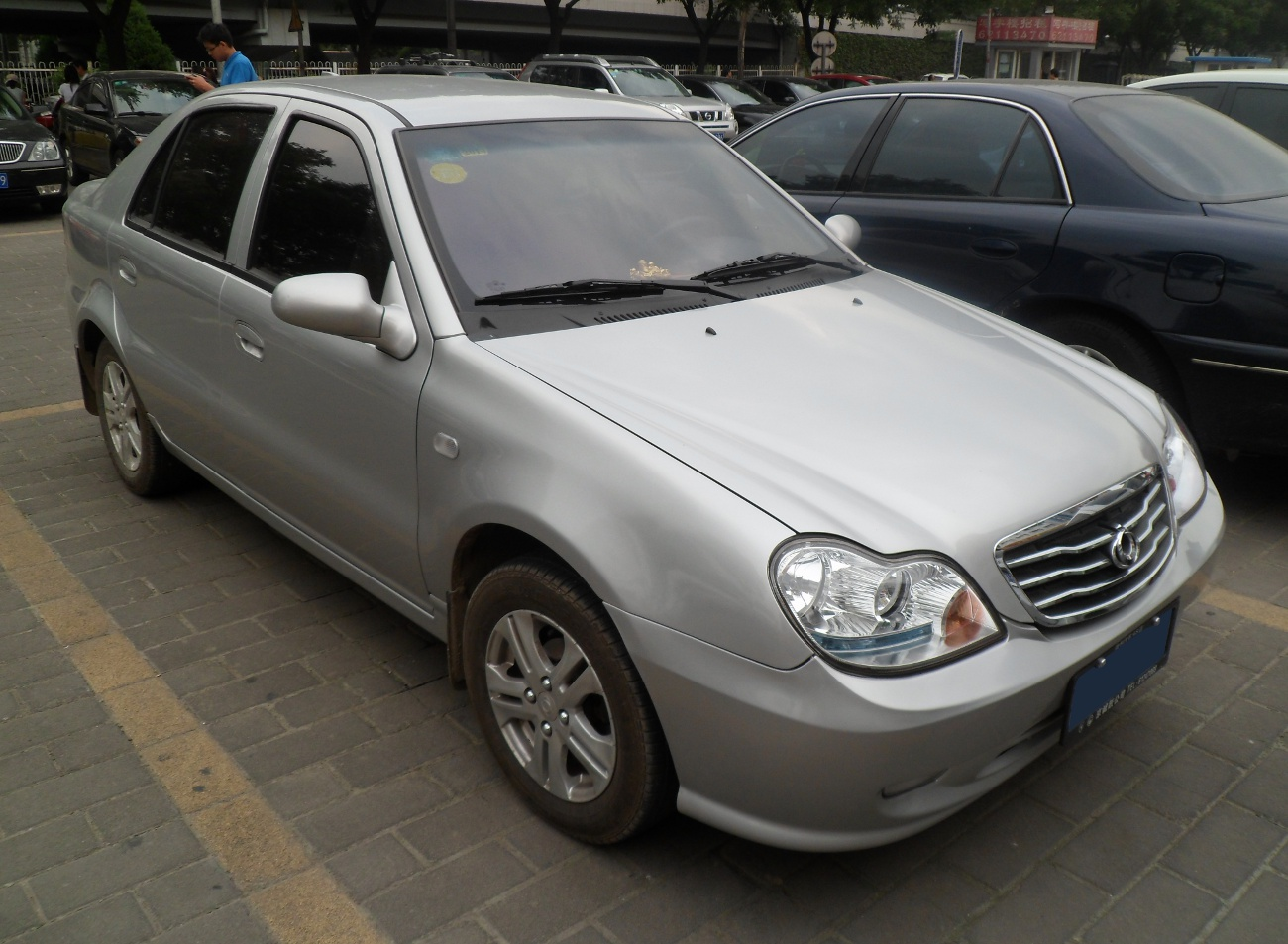
Gleagle CK
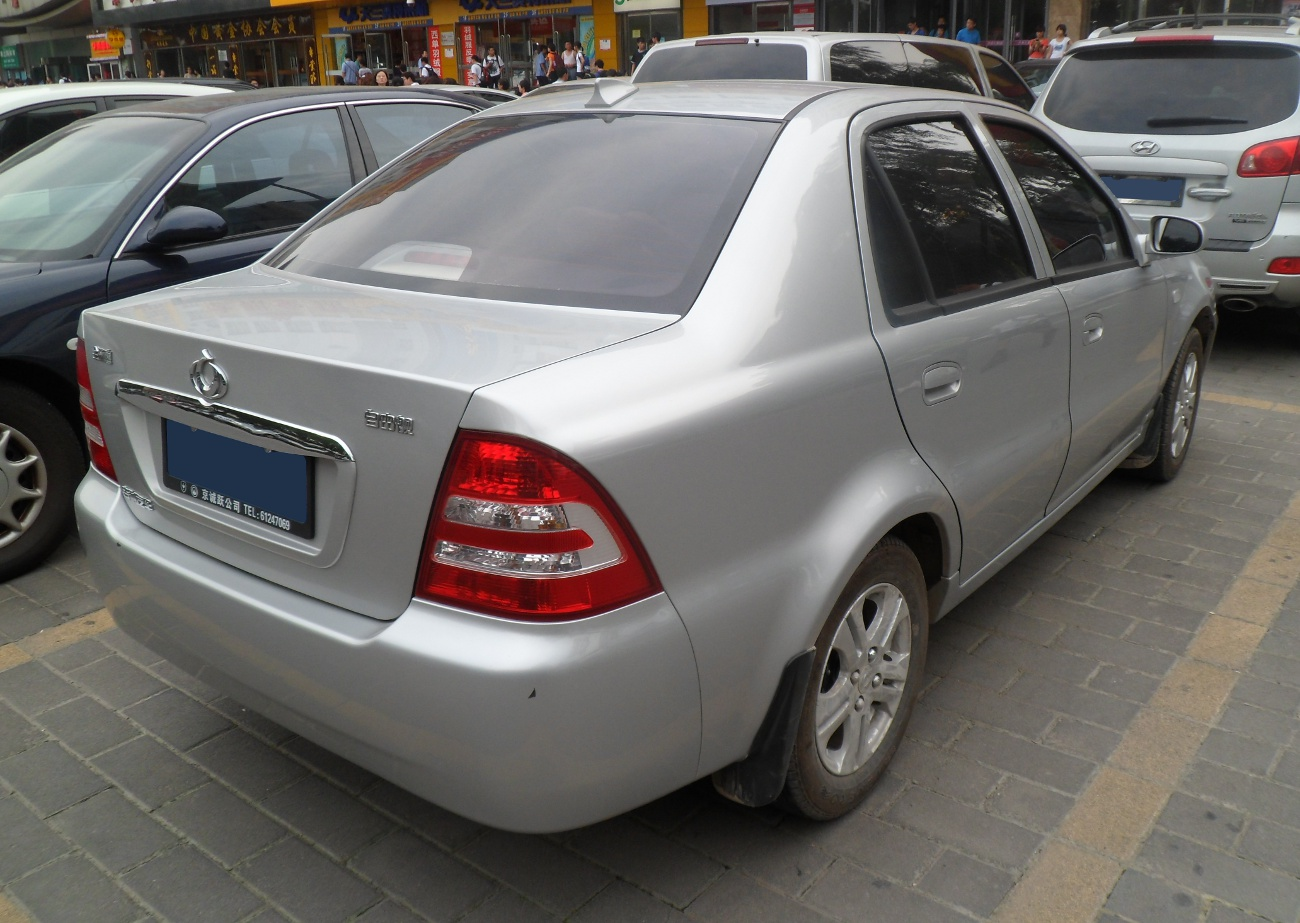
Gleagle CK
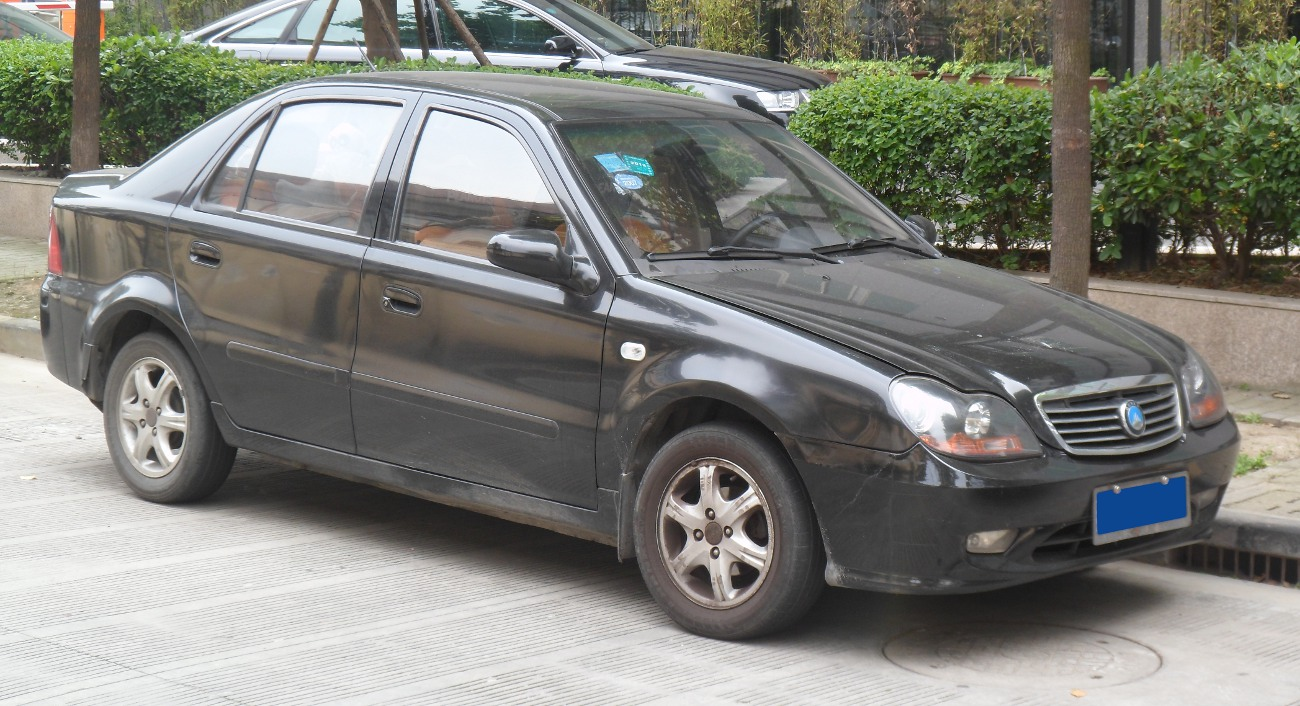
Geely CK
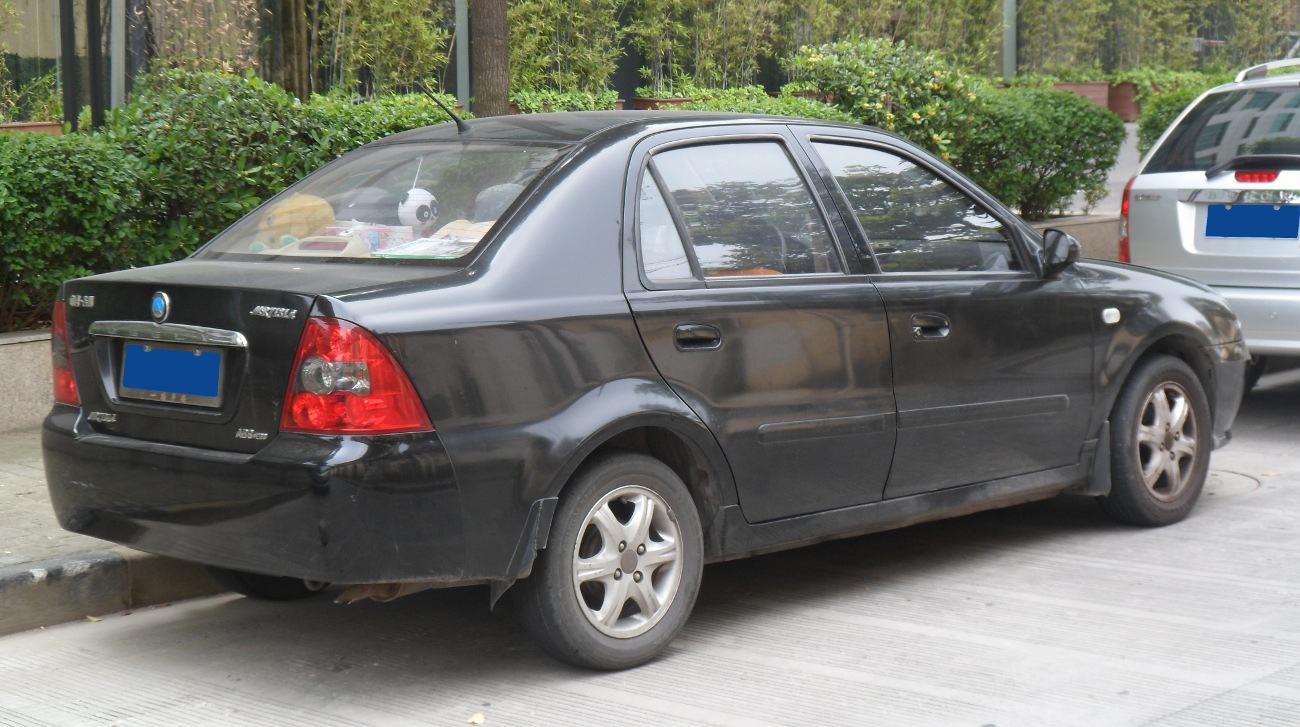
Geely CK
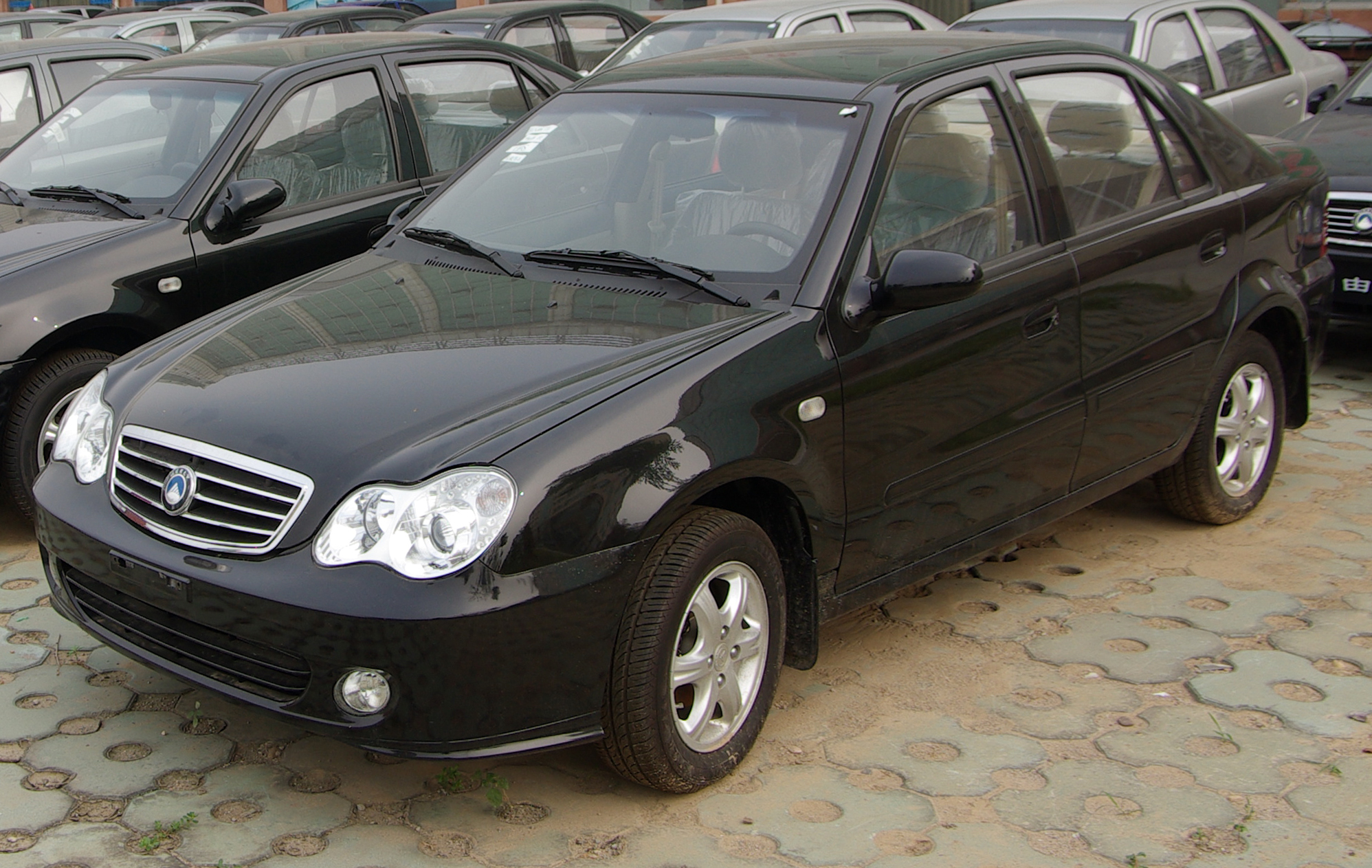
Geely CK-2
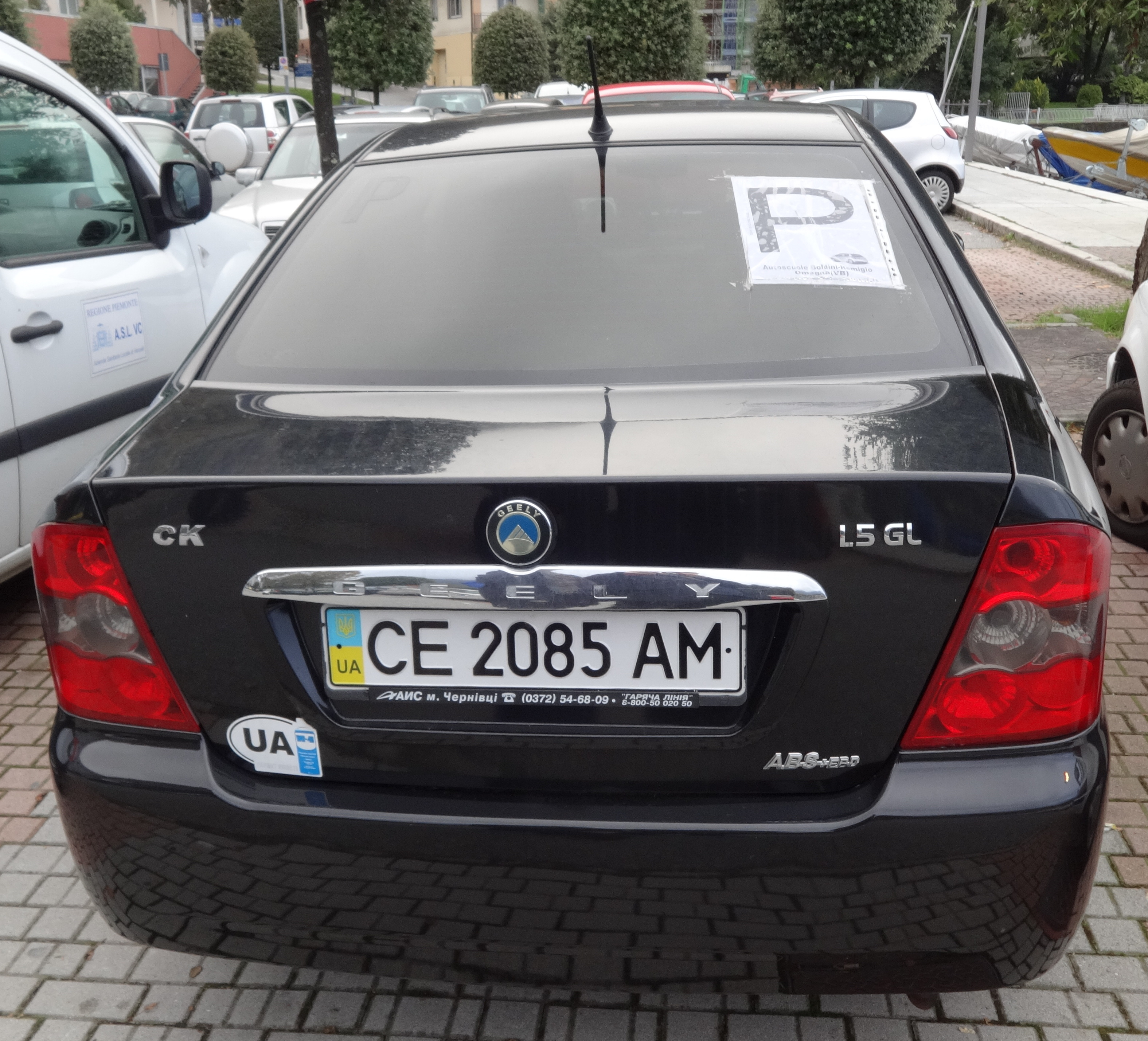
Geely CK